# لنز پاناسونیک لومیکس ۲۰میلی‌متر

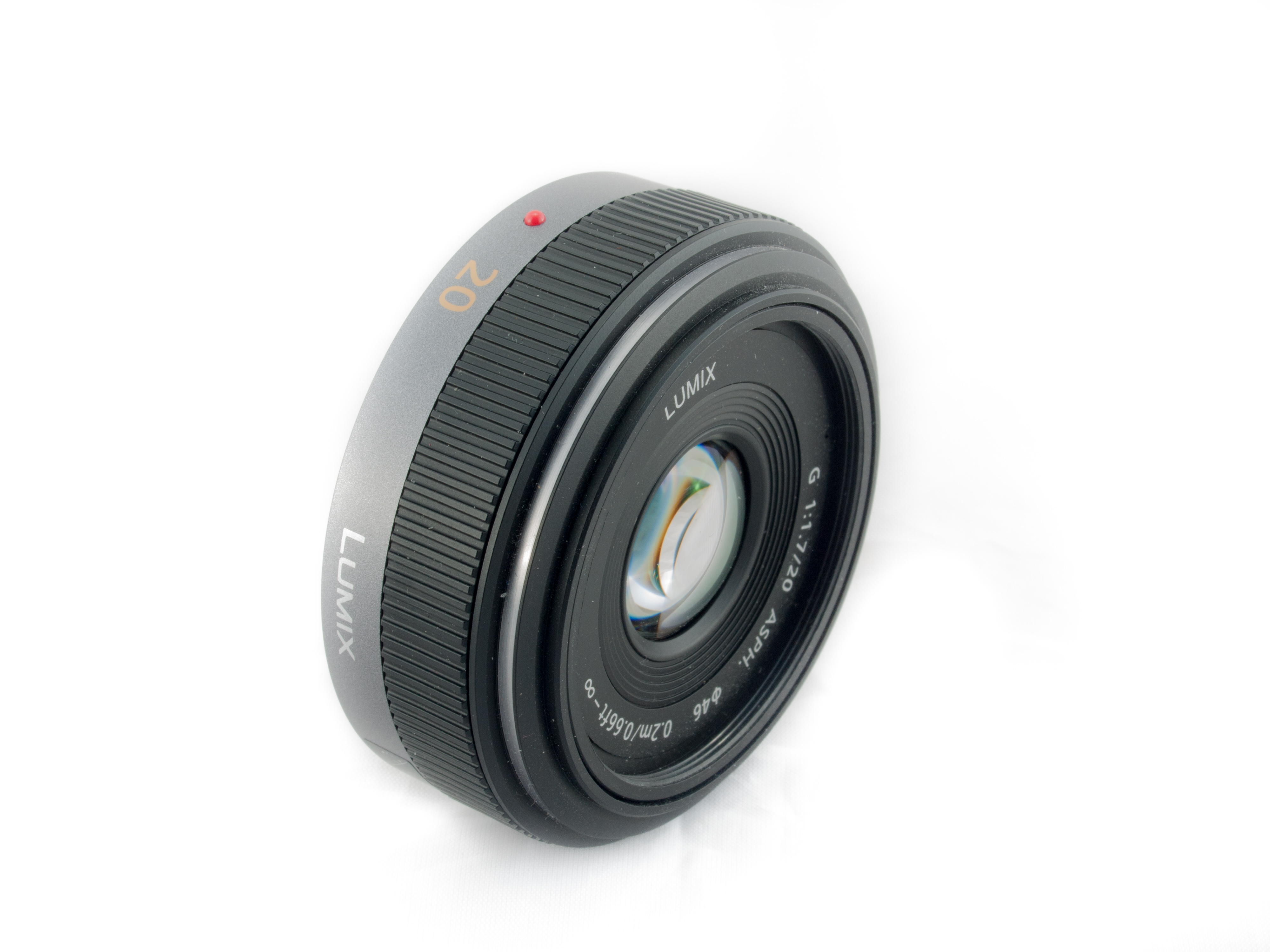
لنز پاناسونیک لومیکس ۲۰میلی‌متر

لنز پاناسونیک لومیکس ۲۰میلی‌متر (به انگلیسی: Panasonic Lumix 20mm lens) نام لنز دوربین عکاسی از نوع ثابت است که توسط شرکت پاناسونیک تولید می‌شود. فاصلهٔ کانونی این لنز ۲۰ میلی‌متر و ضریب اف آن اف ۱٫۷ است. 